# Телласте
Телласте (ест. Tellaste), також Теллясте (ест. Telläste)  — село в Естонії, входить до складу волості Вастселійна, повіту Вирумаа.